# Uberlândia
Uberlândia è un comune del Brasile nello Stato del Minas Gerais, parte della mesoregione del Triângulo Mineiro e Alto Paranaíba e della microregione di Uberlândia. È la seconda città più grande del Minas Gerais dopo la capitale Belo Horizonte.
Si è chiamata São Pedro do Uberabinha fino al 1929 quando su suggerimento di João de Deus Faria assunse il nome di Uberlândia, vale a dire "terra fertile". Difatti si trova in una delle aree agricole più fertili di tutto il Brasile, il cosiddetto "Triangolo Mineiro".

## Infrastrutture e trasporti
La principale via d'accesso a Uberlândia è l'autostrada BR-050 che unisce Brasilia a San Paolo.
La città è servita dall'aeroporto di Uberlândia, situato a 7,5 a nord-est del centro.